# Ruacana
Ruacana ist eine Stadt im gleichnamigen Wahlkreis in der Region Omusati im Norden Namibias, mit einem Grenzübergang über den Grenzflusses Kunene Richtung Norden nach Calueque in Angola. Ruacana war bis Anfang 2011 ein Dorf und erhielt Anfang Februar 2011 den Stadtstatus. Es hat knapp 6000 Einwohner (Stand 2023) auf einer Fläche von 48,9545 km².

## Kommunalpolitik
Bei den Kommunalwahlen 2015 wurde folgendes amtliche Endergebnis ermittelt.
| Partei    | Stimmen | Stimmenanteil | Sitze |
| --------- | ------- | ------------- | ----- |
| SWAPO     | 824     | 90,9 %        | 6     |
| NUDO      | 053     | 05,8 %        | 1     |
| DTA       | 029     | 03,2 %        | 0     |
| Insgesamt | 906     | 100 %         | 7     |

### Finanzen
Im Berichtsraum 2008/2009 hat das Dorf Einnahmen von 5.657.206 Namibia-Dollar verbucht, denen Ausgaben in Höhe von N$ 6.001.042 gegenüberstehen. Hieraus ergibt sich ein Defizit von N$ 343.836.

## Wirtschaft und Infrastruktur
Ruacana besitzt neben der Kreisverwaltung einige Schulen, medizinische und touristische Einrichtungen und einen Flugplatz. Die Unternehmen NamPower und NamWater besitzen hier größere Niederlassungen, von denen aus die Wassergewinnung und Energieerzeugung an mehreren Staudämmen des Kunene koordiniert wird und deren Wartung dienen. Die Ruacanafälle des Kunene sind eine berühmte Sehenswürdigkeit in der Region.